# Jules-Émile Verschaffelt
Jules-Émile Verschaffelt (Gante, 27 de enero de 1870 — La Haya, 22 de diciembre de 1955) fue un físico belga.
Trabajó en el laboratorio de Heike Kamerlingh Onnes, en Leiden, de 1894 a 1906, y de 1914 a 1923. De 1906 a 1914 trabajó en la Vrije Universiteit Brussel, y de 1923 a 1940 nen la Universidad de Ghent.
Participó en las 2ª, 4ª, 5ª, 6ª, 7ª y 8ª ediciones del Congreso Solvay.